# Unione Sportiva Città di Palermo 2013-2014
Questa voce raccoglie le informazioni riguardanti l'Unione Sportiva Città di Palermo nelle competizioni ufficiali della stagione 2013-2014.
Considerata la squadra favorita per la vittoria finale del campionato, il Palermo centra l'obiettivo con cinque giornate d'anticipo, ottenendo l'aritmetica promozione in Serie A dopo un solo anno di cadetteria, concludendo il campionato con il record storico assoluto di 86 punti.

## Stagione
Dopo nove stagioni consecutive in Serie A, in quest'annata la squadra rosanero gioca in Serie B dopo la retrocessione avvenuta nel precedente campionato.
Sul piano dirigenziale, già nel finale della scorsa stagione sono state ufficializzate le cariche di Nicola Amoruso come direttore sportivo e di Enrico Busto come Direttore Marketing e Comunicazione. Dopo ventuno anni Rosario Argento lascia il ruolo di Responsabile del Settore Giovanile, preso invece con pieni poteri da Dario Baccin. Giovanni Bosi il 18 giugno diventa il nuovo allenatore della formazione Primavera in sostituzione di Pietro Ruisi, mentre il giorno successivo viene annunciato ufficialmente anche il tecnico della prima squadra, Gennaro Gattuso, in sostituzione del dimissionario Giuseppe Sannino. Nello staff dell'ex Campione del mondo sono presenti Luigi Riccio come vice allenatore, Paolo Beruatto come collaboratore tecnico, Andrea Corrain e Marcello Iaia come preparatori atletici, Franco Paleari in qualità di preparatore dei portieri e Alberto Andorlini col compito di recuperare gli infortunati (aggregatosi allo staff tecnico dal 18 luglio). Il 24 giugno Luca Cattani diventa il direttore sportivo del Novara lasciando quindi la società rosanero. Il 2 luglio Giorgio Perinetti rinnova per un altro anno il contratto col Palermo, diventando il Responsabile dell'Area Tecnica, mentre il 6 agosto Igor Budan rescinde il contratto da giocatore e diventa il Team Manager della squadra. e Amoruso rassegna le dimissioni per motivi personali.
La stagione inizia l'8 luglio con il raduno in sede, a cui seguono due giorni di visite mediche e test fisici e atletici. Dall'11 luglio la squadra parte per il ritiro in Austria, prima a Sankt Lambrecht (fino al 24 luglio), quindi a Bad Kleinkirchheim, in passato già più volte sede dei ritiri estivi del Palermo, dal 27 luglio al 4 agosto. Dal 6 agosto la squadra si allena a Palermo. Per i tagli alla spesa dovuti al cambiamento di categoria, invece, dopo appena un anno viene interrotta la collaborazione con la clinica "La Quiete Hospital" di Varese, sede dello "Human Performance Lab".
Il 12 luglio, a Carini, è stato presentato il progetto per il nuovo centro sportivo della società, per opera dell'architetto Gino Zavanella, nel territorio tra Carini e Montelepre. È un'opera da 15 milioni di euro e riguarda tanto la prima squadra quanto le giovanili, infatti saranno presenti una foresteria con quarantasei posti letto, sei campi in erba naturale e altri in erba sintetica, una tribuna da mille posti a sedere, un settore dedicato ai giornalisti in cui svolgere le conferenze stampa, un parcheggio e un ristorante.
La stagione agonistica si apre ufficialmente l'11 agosto con la partita del secondo turno di Coppa Italia vinta per 2-1 sulla Cremonese, mentre sei giorni dopo arriva l'eliminazione della competizione dopo la sconfitta per 1-0, sempre casalinga, contro l'Hellas Verona. Una settimana dopo comincia il campionato, debuttando con un pareggio per 1-1 in trasferta contro il Modena.
Il 31 agosto si chiude la campagna abbonamenti: le tessere sottoscritte sono state 5.239.
Il campionato prosegue con la sconfitta per 2-1 in casa contro l'Empoli e due vittorie: la prima – in trasferta – contro il Padova per 3-0 e la seconda per 2-1 contro il Cesena al Barbera. Il 25 settembre, a seguito delle due successive sconfitte contro Spezia (1-0) e Bari (2-1), entrambe fuori casa, Gattuso viene esonerato e al suo posto viene chiamato Giuseppe Iachini, che all'esordio batte per 3-0 la Juve Stabia. Dopo il pareggio per 1-1 in trasferta col Brescia, arrivano altre due vittorie contro Pescara (1-0 in casa) e Siena (3-2 in trasferta). La squadra ottiene poi un pareggio per 0-0 in casa contro il Varese, quindi altre tre vittorie consecutive contro l'Avellino in trasferta (2-0), il Trapani nel derby siciliano casalingo (3-0) e la Reggina (2-0) ancora fuori casa; quest'ultimo risultato, oltre a risultare la terza vittoria esterna consecutiva, porta il Palermo in testa alla classifica dopo quattordici giornate, insieme a Empoli e Avellino.
Il campionato prosegue con due gare casalinghe consecutive: nella prima la squadra perde per 2-1 contro il Latina (prima sconfitta da quando Iachini siede in panchina), mentre nella seconda il Palermo vince con lo stesso punteggio contro il Novara. Nella 17ª giornata i rosanero pareggiano all'ultimo secondo la partita in trasferta contro la Virtus Lanciano (1-1) perdendo la possibilità di ottenere la testa della classifica in solitaria. L'ottenimento del primo posto arriva dopo la successiva partita vinta per 3-1 sul Cittadella (doppietta di Ezequiel Muñoz e decima rete in campionato per Abel Hernández), portandosi a un punto dall'Empoli.
Perdendo la successiva trasferta contro il Carpi (0-1) la squadra perde anche la testa della classifica nei confronti dell'Empoli, ma, approfittando della successiva sconfitta dei toscani della 20ª giornata, il Palermo torna in testa al campionato. Grazie alla vittoria nell'ultima del girone d'andata e dell'anno solare 2013 contro il Crotone in trasferta (1-2), inoltre, la squadra siciliana si laurea campione d'inverno con 40 punti.
Il 14 gennaio 2014 Patricio Teubal termina la sua collaborazione della società e Angelo Baiguera entra nel CdA con la delega per la gestione operativa.
Il girone di ritorno si apre con lo 0-0 casalingo contro il Modena, che permette al Palermo di allungare a +2 sull'Empoli. La successiva partita è lo scontro diretto contro i toscani, che termina per 1-1 lasciando invariate le distanze fra le due compagini. Con la vittoria sul Padova (1-0) e il nuovo pareggio degli azzurri, la distanza fra prima e seconda diventa di 4 punti, mantenendosi tale anche dopo il pareggio esterno del Palermo sul Cesena (0-0). Nella 26ª giornata i rosanero pareggiano per 1-1 in casa contro lo Spezia e l'Empoli ne approfitta per tornare a -2. Il distacco di 4 punti è ripristinato dopo la vittoria per 2-1 sul Bari, ancora in casa, e quindi i punti di distacco diventano 7 dopo la 28ª giornata in cui il Palermo vince in trasferta contro la Juve Stabia. Nella 29ª giornata, invece, il Palermo batte il Brescia per 2-0 in casa e l'Empoli si fa agganciare al secondo posto dalla Virtus Lanciano, con entrambe le inseguitrici stavolta a 9 punti di distanza dai rosanero. La Virtus Lanciano non regge il passo delle altre due, quindi dopo la 30ª rimane solamente l'Empoli al secondo posto, distante ancora 9 punti data la vittoria del Palermo in casa del Pescara (2-1).
Dopo la 31ª giornata, in cui il Palermo pareggia per 1-1 contro il Siena in casa, i punti di vantaggio sull'Empoli diventano 10, mantenendosi anche dopo la 32ª in cui arriva la vittoria in trasferta contro il Varese (2-1). Il vantaggio dei rosanero continua a incrementare quando, nella partita della 33ª giornata, il Palermo vince in casa contro l'Avellino per 2-0, portandosi a +13 dai toscani. Nella 34ª giornata il Palermo vince in trasferta il derby contro il Trapani, mantenendo invariato il distacco dai diretti inseguitori. Dopo la 35ª giornata, in cui il Palermo batte la Reggina per 1-0, i punti di distacco con la seconda classificata, diventata il Latina, diventano 15. Proprio il Latina è il successivo avversario del Palermo, che vince anche questo scontro diretto rispedendo i laziali al terzo posto a portandosi a +16 dall'Empoli tornato secondo. A sei giornate dal termine, con 75 punti e con un vantaggio di 18 lunghezze sulla terza classificata (il Latina), il Palermo non ha potuto ottenere la matematica promozione nonostante gli scontri diretti a favore coi laziali perché nell'eventualità di un piazzamento finale di Palermo, Empoli e Latina tutte a 75 punti, la classifica avulsa premierebbe le due rivali per la promozione mandando il Palermo ai play-off.
Il 3 maggio, dopo la vittoria in trasferta contro il Novara per 1-0, il Palermo ottiene la nona promozione in Serie A della storia e congiuntamente vince il campionato – per la quinta volta nella storia – con cinque giornate d'anticipo, evento mai accaduto con la Serie B a ventidue squadre e terza volta assoluta da quando la vittoria fa ottenere 3 punti. La squadra fa dunque ritorno in massima serie dopo un anno in cui ha ottenuto la striscia record di sei vittorie consecutive, sei vittorie in trasferta consecutive e dieci vittorie in trasferta.
La successiva partita del 10 maggio è un pareggio per 1-1 contro la Virtus Lanciano, che fa diminuire a 14 i punti di vantaggio sull'Empoli ma che già nel turno infrasettimanale di tre giorni dopo diventano 17 data la sconfitta dei toscani e la vittoria per 2-0 del Palermo in trasferta contro il Cittadella, evento che permette ai rosanero di vincere la dodicesima partita fuori casa del campionato determinando un record assoluto per la Serie B.
La successiva sconfitta interna per 2-1 contro il Carpi interrompe la striscia di risultati utili consecutivi a venti (record stagionale), e l'Empoli accorcia a 14 punti. Nella giornata successiva il Palermo vince ancora in trasferta, stavolta contro la Ternana (1-2), per l'ottava volta consecutiva e la tredicesima in totale, portando i punti di vantaggio sull'Empoli a 16 (superato aritmeticamente il record degli 11 punti di distacco fino a quel momento esistente per la Serie B) e raggiungendo gli 85 punti in classifica che permettono alla squadra di eguagliare il record assoluto fatto registrare precedentemente da Juventus (2006-2007, considerando i punti finali comprensivi di penalizzazione), ChievoVerona (2007-2008) e Sassuolo (2012-2013).
Durante il "Gran Galà Top 11 Serie B" del 26 maggio il Palermo vince quattro premi: miglior squadra, miglior direttore sportivo a Perinetti, inserimento nella top 11 ideale di Muñoz e premio speciale "Memorial Vincenzo Bellavista" a Vitiello.
Il 30 maggio si chiude la stagione regolare con il pareggio casalingo per 0-0 contro il Crotone, che permette alla squadra di far registrare il record storico assoluto di 86 punti in Serie B e il distacco record di 14 punti sull'Empoli seconda classificata. Al termine della partita c'è stata la cerimonia di premiazione della squadra con la consegna della Coppa Ali della Vittoria. Fra gli altri risultati ci sono anche il maggior numero di vittorie (25), il maggior numero di vittorie in casa (12), il maggior numero di vittorie in trasferta (13), il minor numero di sconfitte (6), il secondo miglior attacco (62 gol fatti contro i 65 del Modena), la miglior difesa (28 gol subiti) e la miglior differenza reti (+34).
All'indomani della chiusura del campionato del Palermo è stato annunciato che il contratto di Giorgio Perinetti – in scadenza il 30 giugno – non sarà rinnovato e che il suo ruolo all'interno dell'organigramma societario sarà preso da Franco Ceravolo in qualità di direttore sportivo.

## Divise e sponsor
Le maglie sono praticamente le stesse di quelle della stagione precedente, quindi fornite dalla Puma quale sponsor tecnico. La prima maglia ha i classici colori rosanero e taglio slim-fit, con il colletto alla coreana nero con righe rosa; è realizzata con il tessuto USP, che è leggero e morbido. La seconda maglia è nera con una striscia rosa orizzontale sul petto, ed è caratterizzata dal colletto a V con un bordino a doppio strato. La terza maglia, bianca, possiede una striscia obliqua rosanero sul petto. Per quanto riguarda le maglia dei portieri, la colorazione di base è dark shadow con banda orizzontale color lime oppure con la livrea perfettamente invertita. Una differenza è la sponsorizzazione sul fronte – cioè il logo del sito ufficiale "palermocalcio.it" in rosa su sfondo nero insieme al logo dell'azienda Sigma – e l'introduzione del logo dell'azienda NGM, in qualità di Top Sponsor del campionato, sotto il numero di maglia di ciascun giocatore. Il 28 febbraio 2014 il rapporto con la Sigma viene interrotto per problemi economici della società attiva nella grande distribuzione organizzata.
Il 4 ottobre è stato siglato un rapporto di partnership con l'AMAT, nell'ottica di condivisione del progetto di mobilità "Car Sharing Palermo". Il 13 febbraio 2014 è stata presentata la partnership tra il Palermo e MSC Crociere.
| 1ª divisa | 2ª divisa | 3ª divisa | 1ª div. portieri | 2ª div. portieri | 3ª div. portieri | 4ª div. portieri |

Nella partita di Coppa Italia contro l'Hellas Verona il portiere Stefano Sorrentino è sceso in campo con un'inedita maglia viola.

## Organigramma societario[40][41]
Area direttiva
- Presidente: Maurizio Zamparini
- Vice Presidente: Guglielmo Micciché
- Direttore generale: Patricio Teubal (fino al 14 gennaio)
- Direttore di gestione: Giuseppe Del Bianco
- Direttore amministrativo: Daniela De Angeli
- Consigliere: Angelo Baiguera (dal 14 gennaio)

Area organizzativa
- Segretario generale: Roberto Felicori
- Responsabile operativo: Marcello Galli
- Segretario organizzativo: Salvatore Francoforte

Area marketing
- Direttore commerciale, marketing e comunicazione: Enrico Busto

Area tecnica
- Direttore responsabile dell'Area Tecnica: Giorgio Perinetti
- Team Manager: Igor Budan
- Direttore sportivo: Nicola Amoruso (fino al 6 agosto)
- Responsabile del Settore Giovanile: Dario Baccin
- Allenatore: Gennaro Gattuso, poi Giuseppe Iachini
- Allenatore in seconda: Luigi Riccio, poi Giuseppe Carillo
- Collaboratore tecnico: Paolo Beruatto, poi nessuno
- Preparatori atletici: Andrea Corrain, Marcello Iaia, poi Fabrizio Tafani
- Preparatore recupero infortunati: Alberto Andorlini
- Preparatore dei portieri: Franco Paleari

Area sanitaria
- Responsabile sanitario: Prof. Giuseppe Francavilla
- Medico responsabile: Dott. Cristian Francavilla
- Medico: Dott. Lorenzo Todaro
- Podologo: Dott. Sergio Caruso
- Nutrizionista: Tindaro Bongiovanni
- Fisioterapisti: Francesco Chiarenza, Stefano Gari, Federico Genovesi

## Rosa
| N. |                      | Ruolo | Calciatore           |
| -- | -------------------- | ----- | -------------------- |
| 1  | Italia (bandiera)    | P     | Stefano Sorrentino   |
| 2  | Slovenia (bandiera)  | D     | Aljaž Struna         |
| 3  | Italia (bandiera)    | D     | Eros Pisano          |
| 4  | Slovenia (bandiera)  | D     | Siniša Anđelković    |
| 5  | Serbia (bandiera)    | D     | Milan Milanović      |
| 6  | Argentina (bandiera) | D     | Ezequiel Muñoz       |
| 7  | Italia (bandiera)    | C     | Giulio Sanseverino   |
| 7  | Marocco (bandiera)   | D     | Achraf Lazaar        |
| 8  | Paraguay (bandiera)  | C     | Édgar Barreto        |
| 9  | Argentina (bandiera) | A     | Paulo Dybala         |
| 10 | Italia (bandiera)    | C     | Davide Di Gennaro    |
| 11 | Uruguay (bandiera)   | A     | Abel Hernández       |
| 12 | Italia (bandiera)    | P     | Andrea Fulignati     |
| 13 | Italia (bandiera)    | C     | Gennaro Troianiello  |
| 14 | Serbia (bandiera)    | C     | Alen Stevanović      |
| 15 | Italia (bandiera)    | C     | Francesco Bolzoni    |
| 16 | Uruguay (bandiera)   | C     | Ignacio Lores Varela |
| 17 | Svizzera (bandiera)  | D     | Michel Morganella    |

| N. |                             | Ruolo | Calciatore        |
| -- | --------------------------- | ----- | ----------------- |
| 18 | Irlanda del Nord (bandiera) | A     | Kyle Lafferty     |
| 19 | Italia (bandiera)           | D     | Claudio Terzi     |
| 20 | Argentina (bandiera)        | C     | Franco Vázquez    |
| 21 | Slovenia (bandiera)         | C     | Armin Bačinović   |
| 22 | Albania (bandiera)          | P     | Samir Ujkani      |
| 23 | Italia (bandiera)           | D     | Edoardo Goldaniga |
| 23 | Italia (bandiera)           | C     | Valerio Verre     |
| 24 | Svizzera (bandiera)         | A     | Cephas Malele     |
| 25 | Italia (bandiera)           | C     | Enzo Maresca      |
| 27 | Francia (bandiera)          | C     | Granddi N'Goyi    |
| 28 | Svizzera (bandiera)         | D     | Fabio Daprelà     |
| 29 | Italia (bandiera)           | D     | Roberto Vitiello  |
| 30 | Italia (bandiera)           | A     | Andrea Belotti    |
| 33 | Guinea-Bissau (bandiera)    | C     | Carlos Embalo     |
|    | Italia (bandiera)           | D     | Salvatore Aronica |
|    | Italia (bandiera)           | P     | Emiliano Viviano  |
|    | Argentina (bandiera)        | D     | Santiago García   |
|    | Italia (bandiera)           | D     | Andrea Mantovani  |

## Calciomercato

### Sessione estiva(dall'1/7/2013 al 2/9/2013)
| Acquisti         | Acquisti                 | Acquisti       | Acquisti                      |
| R.               | Nome                     | da             | Modalità                      |
| ---------------- | ------------------------ | -------------- | ----------------------------- |
| P                | Samir Ujkani             | Chievo         | fine prestito                 |
| D                | Siniša Anđelković        | Ascoli         | fine prestito                 |
| D                | Fabio Daprelà            | Brescia        | definitivo                    |
| D                | Milan Milanović          | L.R. Vicenza   | fine prestito                 |
| D                | Eros Pisano              | Genoa          | risoluzione compartecipazione |
| D                | Aljaž Struna             | Varese         | fine prestito                 |
| D                | Claudio Terzi            | Siena          | definitivo                    |
| C                | Armin Bačinovič          | Verona         | fine prestito                 |
| C                | Francesco Bolzoni        | Siena          | definitivo                    |
| C                | Davide Di Gennaro        | Spezia         | definitivo                    |
| C                | Carlos Embalo            | Chaves         | definitivo                    |
| C                | Ignacio Lores Varela     | CSKA Sofia     | fine prestito                 |
| C                | Granddi N'Goyi           | Troyes         | definitivo                    |
| C                | Alen Stevanović          | Torino         | prestito                      |
| C                | Gennaro Troianiello      | Sassuolo       | definitivo                    |
| C                | Franco Vázquez           | Rayo Vallecano | fine prestito                 |
| C                | Valerio Verre            | Udinese        | prestito                      |
| A                | Andrea Belotti           | AlbinoLeffe    | prestito                      |
| A                | Kyle Lafferty            | Sion           | prestito                      |
| Altre operazioni |                          |                |                               |
| R.               | Nome                     | da             | Modalità                      |
| P                | Alessandro Micai         | Como           | fine prestito                 |
| P                | Emiliano Viviano         | Fiorentina     | fine prestito                 |
| D                | Daniel Cappelletti       | Südtirol       | fine prestito                 |
| D                | Boris Grozdić            | Hajduk Kula    | prestito                      |
| D                | Cristian Melinte         | Astra Ploiești | fine prestito                 |
| D                | Giuseppe Prestia         | Ascoli         | fine prestito                 |
| C                | Lorenzo Di Carlo Cuttone | Triestina      | fine prestito                 |
| C                | Gianluca Di Chiara       | Pavia          | fine prestito                 |
| C                | Dario Maltese            | Viareggio      | riscatto compartecipazione    |
| C                | Giulio Migliaccio        | Fiorentina     | fine prestito                 |
| C                | Ádám Simon               | Haladás        | fine prestito                 |
| C                | Francesco Vassallo       | Foligno        | fine prestito                 |
| C                | Francesco Mirko Velardi  | Como           | fine prestito                 |
| A                | Igor Budan               | Atalanta       | fine prestito                 |
| A                | Agon Mehmeti             | Novara         | fine prestito                 |
| A                | Umberto Nappello         | Gubbio         | fine prestito                 |
| A                | Michele Pieri            | Santarcangelo  | fine prestito                 |

| Cessioni         | Cessioni                 | Cessioni     | Cessioni                 |
| R.               | Nome                     | a            | Modalità                 |
| ---------------- | ------------------------ | ------------ | ------------------------ |
| P                | Francesco Benussi        |              | svincolato               |
| P                | Giacomo Brichetto        |              | svincolato               |
| D                | Andrea Dossena           | Napoli       | fine prestito            |
| D                | Santiago García          | Werder Brema | prestito                 |
| D                | Edoardo Goldaniga        | Pisa         | prestito                 |
| D                | Andrea Mantovani         | Bologna      | prestito                 |
| D                | Nélson                   | Almería      | prestito                 |
| D                | Steve von Bergen         | Young Boys   | definitivo               |
| C                | Egidio Arévalo           | Chicago Fire | prestito                 |
| C                | Anselmo de Moraes        |              | svincolato               |
| C                | Massimo Donati           | Verona       | definitivo               |
| C                | Alejandro Faurlín        | QPR          | fine prestito            |
| C                | Mauro Formica            | Blackburn    | fine prestito            |
| C                | Josip Iličić             | Fiorentina   | definitivo (9 milioni €) |
| C                | Jasmin Kurtić            | Sassuolo     | compartecipazione        |
| C                | Nicolas Viola            | Ternana      | prestito                 |
| A                | Mauro Boselli            | Wigan        | fine prestito            |
| A                | Diego Fabbrini           | Udinese      | fine prestito            |
| A                | Fabrizio Miccoli         |              | svincolato               |
| A                | Mauricio Sperduti        |              | svincolato               |
| Altre operazioni |                          |              |                          |
| R.               | Nome                     | a            | Modalità                 |
| P                | Emiliano Viviano         | Arsenal      | prestito                 |
| D                | Alessandro Micai         | Südtirol     | compartecipazione        |
| D                | Daniel Cappelletti       | Südtirol     | prestito                 |
| D                | Jevrem Kosnić            | Pisa         | prestito                 |
| D                | Cristian Melinte         |              | svincolato               |
| D                | Giuseppe Prestia         |              | svincolato               |
| C                | Francesco Della Rocca    | Bologna      | prestito                 |
| C                | Lorenzo Di Carlo Cuttone | Trapani      | prestito                 |
| C                | Gianluca Di Chiara       | Latina       | prestito                 |
| C                | Dario Maltese            | Latina       | compartecipazione        |
| C                | Giulio Migliaccio        | Atalanta     | definitivo               |
| C                | Ádám Simon               | Haladás      | prestito                 |
| C                | Francesco Vassallo       | Südtirol     | prestito                 |
| C                | Francesco Mirko Velardi  |              | svincolato               |
| A                | Igor Budan               |              | ritiro                   |
| A                | Mauro Bollino            | Pisa         | prestito                 |
| A                | Agon Mehmeti             | Olhanense    | prestito                 |
| A                | Umberto Nappello         | Forlì        | prestito                 |
| A                | Michele Pieri            |              | svincolato               |
| A                | Gabriele Zerbo           | Pergolettese | prestito                 |

### Sessione invernale(dal 3/1/2014 al 31/1/2014)
| Acquisti | Acquisti                 | Acquisti        | Acquisti          |
| R.       | Nome                     | da              | Modalità          |
| -------- | ------------------------ | --------------- | ----------------- |
| D        | Roberto Vitiello         |                 | svincolato        |
| D        | Achraf Lazaar            | Varese          | prestito          |
| C        | Alberto Acquadro         | Borgosesia      | prestito          |
| C        | Egidio Arévalo           | Chicago Fire    | fine prestito     |
| C        | Mauro Bonura             | Marsala         | fine prestito     |
| C        | Lorenzo Di Carlo Cuttone | Trapani         | fine prestito     |
| C        | Gianluca Di Chiara       | Latina          | fine prestito     |
| C        | Enzo Maresca             | Sampdoria       | definitivo        |
| A        | Salvatore Falletta       | Licata          | fine prestito     |
| A        | Eric Lanini              | Juventus        | compartecipazione |
| A        | Sebastián Sosa Sánchez   | Central Español | fine prestito     |
| A        | Gabriele Zerbo           | Pergolettese    | fine prestito     |

| Cessioni | Cessioni               | Cessioni     | Cessioni   |
| R.       | Nome                   | a            | Modalità   |
| -------- | ---------------------- | ------------ | ---------- |
| C        | Egidio Arévalo         | Club Tijuana | definitivo |
| C        | Gianluca Di Chiara     | Catanzaro    | prestito   |
| C        | Ignacio Lores Varela   | Bari         | prestito   |
| C        | Giulio Sanseverino     | Perugia      | prestito   |
| A        | Eric Lanini            | Prato        | prestito   |
| A        | Sebastián Sosa Sánchez | Senica       | prestito   |
| A        | Gabriele Zerbo         | Feralpisalò  | prestito   |

## Risultati

### Serie B

#### Girone di andata
| Arbitro: | Baracani (Firenze) |

|             |           |                |
| Surraco 86’ | Marcatori | 45’ Anđelković |

| Arbitro: | Gavillucci (Latina) |

|               |           |                          |
| Hernández 29’ | Marcatori | 15’ Tavano 68’ Maccarone |

| Arbitro: | Mariani (Aprilia) |

|  |           |                                             |
|  | Marcatori | 29’ D. Di Gennaro 43’ (rig.), 94’ Hernández |

| Arbitro: | Cervellera (Taranto) |

|                                   |           |               |
| Lafferty 60’ Hernández 70’ (rig.) | Marcatori | 29’ De Feudis |

| Arbitro: | Nasca (Bari) |

|                  |           |  |
| Muñoz 59’ (aut.) | Marcatori |  |

| Arbitro: | Borriello (Mantova) |

|                              |           |              |
| Sciaudone 31’ Ceppitelli 74’ | Marcatori | 79’ Lafferty |

| Arbitro: | Merchiori (Ferrara) |

|                                                     |           |  |
| D. Di Gennaro 23’ Hernández 80’ (rig.) Lafferty 93’ | Marcatori |  |

| Arbitro: | Pinzani (Empoli) |

|                     |           |             |
| And. Caracciolo 31’ | Marcatori | 60’ Belotti |

| Arbitro: | Di Bello (Brindisi) |

|          |           |  |
| Muñoz 1’ | Marcatori |  |

| Arbitro: | Ciampi (Roma) |

|                          |           |                                       |
| Grillo 10’ Giannetti 50’ | Marcatori | 39’, 42’ (rig.) Hernández 88’ Belotti |

| Palermo 26 ottobre 2013, ore 15:00 CEST 11ª giornata | Palermo                           | 0 – 0 referto | Varese | Stadio Renzo Barbera (9.395 spett.)\| Arbitro: \| Candussio (Cervignano del Friuli) \| |
| Arbitro:                                             | Candussio (Cervignano del Friuli) |               |        |                                                                                        |

| Arbitro: | Di Paolo (Avezzano) |

|  |           |                            |
|  | Marcatori | 26’ Lafferty 84’ Hernández |

| Arbitro: | Baracani (Firenze) |

|                                      |           |  |
| Lafferty 52’ Barreto 87’ Belotti 93’ | Marcatori |  |

| Arbitro: | Mariani (Aprilia) |

|  |           |                          |
|  | Marcatori | 8’ Barreto 89’ Milanović |

| Arbitro: | Fabbri (Ravenna) |

|               |           |                             |
| Hernández 18’ | Marcatori | 25’ Ghezzal 45+2’ Jefferson |

| Arbitro: | Pairetto (Nichelino) |

|                  |           |              |
| Belotti 45’, 91’ | Marcatori | 52’ González |

| Arbitro: | Pinzani (Empoli) |

|            |           |             |
| Turchi 93’ | Marcatori | 50’ Belotti |

| Arbitro: | Ostinelli (Como) |

|                              |           |                       |
| Muñoz 23’, 26’ Hernández 82’ | Marcatori | 44’ (aut.) Anđelković |

| Arbitro: | Candussio (Cervignano) |

|                     |           |  |
| Memushaj 71’ (rig.) | Marcatori |  |

| Arbitro: | Roca (Foggia) |

|                |           |  |
| Morganella 57’ | Marcatori |  |

| Arbitro: | Di Bello (Brindisi) |

|          |           |                           |
| Dezi 63’ | Marcatori | 3’ Hernández 58’ Lafferty |

#### Girone di ritorno
| Palermo 25 gennaio 2014, ore 15:00 22ª giornata | Palermo             | 0 – 0 referto | Modena | Stadio Renzo Barbera (7.462 spett.)\| Arbitro: \| Borriello (Mantova) \| |
| Arbitro:                                        | Borriello (Mantova) |               |        |                                                                          |

| Arbitro: | Nasca (Bari) |

|            |           |              |
| Tavano 80’ | Marcatori | 70’ Lafferty |

| Arbitro: | Pairetto (Nichelino) |

|                      |           |  |
| Hernández 84’ (rig.) | Marcatori |  |

| Cesena 15 febbraio 2014, ore 15:00 25ª giornata | Cesena              | 0 – 0 referto | Palermo | Stadio Dino Manuzzi (12.000 spett.)\| Arbitro: \| Merchiori (Firenze) \| |
| Arbitro:                                        | Merchiori (Firenze) |               |         |                                                                          |

| Arbitro: | Di Paolo (Avezzano) |

|               |           |                 |
| Hernández 16’ | Marcatori | 85’ Scozzarella |

| Arbitro: | La Penna (Roma) |

|                         |           |            |
| Lafferty 61’ Dybala 82’ | Marcatori | 62’ Galano |

| Arbitro: | Fabbri (Ravenna) |

|  |           |                             |
|  | Marcatori | 4’, 14’ Bolzoni 33’ Vázquez |

| Arbitro: | Mariani (Aprilia) |

|                        |           |  |
| Vázquez 18’ Dybala 52’ | Marcatori |  |

| Arbitro: | Pinzani (Empoli) |

|             |           |                        |
| Mascara 56’ | Marcatori | 12’ Dybala 76’ Belotti |

| Arbitro: | Ostinelli (Como) |

|              |           |             |
| Lafferty 27’ | Marcatori | 20’ Rosseti |

| Arbitro: | Di Bello (Brindisi) |

|               |           |                         |
| Pavoletti 14’ | Marcatori | 31’ Vázquez 65’ Belotti |

| Arbitro: | Roca (Foggia) |

|                         |           |  |
| Barreto 54’ Bolzoni 87’ | Marcatori |  |

| Arbitro: | Cervellera (Taranto) |

|  |           |              |
|  | Marcatori | 63’ Lafferty |

| Arbitro: | Di Paolo (Avezzano) |

|            |           |  |
| Dybala 29’ | Marcatori |  |

| Arbitro: | Pairetto (Nichelino) |

|              |           |                                    |
| Paolucci 58’ | Marcatori | 52’ Dybala 72’ Pisano 92’ Lafferty |

| Arbitro: | Manganiello (Pinerolo) |

|  |           |             |
|  | Marcatori | 42’ Vázquez |

| Arbitro: | Abbattista (Molfetta) |

|             |           |                |
| Barreto 41’ | Marcatori | 48’ Falcinelli |

| Arbitro: | La Penna (Roma) |

|  |           |                          |
|  | Marcatori | 57’ Pisano 90’ Hernández |

| Arbitro: | Minelli (Varese) |

|             |           |                                |
| Bolzoni 39’ | Marcatori | 3’ (rig.) Mbakogu 79’ Pasciuti |

| Arbitro: | Pasqua (Tivoli) |

|             |           |                  |
| Rispoli 43’ | Marcatori | 19’, 30’ Belotti |

| Palermo 30 maggio 2014, ore 20:30 42ª giornata | Palermo          | 0 – 0 referto | Crotone | Stadio Renzo Barbera (15.490 spett.)\| Arbitro: \| Ostinelli (Como) \| |
| Arbitro:                                       | Ostinelli (Como) |               |         |                                                                        |

### Coppa Italia
| Arbitro: | Ghersini (Genova) |

|                         |           |                       |
| Lafferty 15’ Pisano 60’ | Marcatori | 76’ (rig.) Abbruscato |

| Arbitro: | Guida (Torre Annunziata) |

|  |           |          |
|  | Marcatori | 37’ Toni |

## Statistiche

### Statistiche di squadra
| Competizione | Punti | In casa | In casa | In casa | In casa | In casa | In casa | In trasferta | In trasferta | In trasferta | In trasferta | In trasferta | In trasferta | Totale | Totale | Totale | Totale | Totale | Totale | DR  |
| Competizione | Punti | G       | V       | N       | P       | Gf      | Gs      | G            | V            | N            | P            | Gf           | Gs           | G      | V      | N      | P      | Gf     | Gs     | DR  |
| ------------ | ----- | ------- | ------- | ------- | ------- | ------- | ------- | ------------ | ------------ | ------------ | ------------ | ------------ | ------------ | ------ | ------ | ------ | ------ | ------ | ------ | --- |
| Serie B      | 86    | 21      | 12      | 6       | 3       | 29      | 13      | 21           | 13           | 5            | 3            | 33           | 15           | 42     | 25     | 11     | 6      | 62     | 28     | +34 |
| Coppa Italia | -     | 2       | 1       | 0       | 1       | 2       | 2       | 0            | 0            | 0            | 0            | 0            | 0            | 2      | 1      | 0      | 1      | 2      | 2      | 0   |
| Totale       | -     | 23      | 13      | 6       | 4       | 31      | 15      | 21           | 13           | 5            | 3            | 33           | 15           | 44     | 26     | 11     | 7      | 64     | 30     | +34 |

### Statistiche dei giocatori
| Giocatore       | Serie B  | Serie B | Serie B     | Serie B    | Coppa Italia | Coppa Italia | Coppa Italia | Coppa Italia | Totale   | Totale | Totale      | Totale     |
| Giocatore       | Presenze | Reti    | Ammonizioni | Espulsioni | Presenze     | Reti         | Ammonizioni  | Espulsioni   | Presenze | Reti   | Ammonizioni | Espulsioni |
| --------------- | -------- | ------- | ----------- | ---------- | ------------ | ------------ | ------------ | ------------ | -------- | ------ | ----------- | ---------- |
| S. Anđelković   | 36       | 1       | 4           | 0          | 2            | 0            | 0            | 0            | 38       | 1      | 4           | 0          |
| S. Aronica      | 0        | 0       | 0           | 0          | 0            | 0            | 0            | 0            | 0        | 0      | 0           | 0          |
| A. Bačinovič    | 8        | 0       | 2           | 0          | 1            | 0            | 2            | 1            | 9        | 0      | 4           | 1          |
| E. Barreto      | 34       | 0       | 10          | 0          | 0            | 0            | 0            | 0            | 34       | 0      | 10          | 0          |
| A. Belotti      | 24       | 10      | 2           | 0          | -            | -            | -            | -            | 24       | 10     | 2           | 0          |
| F. Bolzoni      | 37       | 4       | 11          | 0          | 2            | 0            | 1            | 0            | 39       | 4      | 12          | 0          |
| F. Daprelà      | 25       | 0       | 6           | 1          | 2            | 0            | 0            | 0            | 27       | 0      | 6           | 1          |
| D. Di Gennaro   | 14       | 2       | 2           | 0          | 1            | 0            | 0            | 0            | 15       | 2      | 2           | 0          |
| P. Dybala       | 28       | 5       | 4           | 0          | 2            | 0            | 0            | 0            | 30       | 5      | 4           | 0          |
| C. Embalo       | 0        | 0       | 0           | 0          | 0            | 0            | 0            | 0            | 0        | 0      | 0           | 0          |
| A. Fulignati    | 0        | -0      | 0           | 0          | 0            | -0           | 0            | 0            | 0        | -0     | 0           | 0          |
| S. García       | 0        | 0       | 0           | 0          | 0            | 0            | 0            | 0            | 0        | 0      | 0           | 0          |
| E. Goldaniga    | 0        | 0       | 0           | 0          | 0            | 0            | 0            | 0            | 0        | 0      | 0           | 0          |
| A. Hernández    | 28       | 14      | 6           | 0          | 2            | 0            | 0            | 0            | 30       | 14     | 6           | 0          |
| A. Lazaar       | 14       | 0       | 3           | 1          | -            | -            | -            | -            | 14       | 0      | 3           | 1          |
| K. Lafferty     | 34       | 11      | 8           | 0          | 2            | 1            | 0            | 0            | 36       | 12     | 8           | 0          |
| I. Lores Varela | 6        | 0       | 2           | 0          | 2            | 0            | 1            | 0            | 8        | 0      | 3           | 0          |
| C. Malele       | 3        | 0       | 1           | 0          | 0            | 0            | 0            | 0            | 3        | 0      | 1           | 0          |
| A. Mantovani    | 0        | 0       | 0           | 0          | 0            | 0            | 0            | 0            | 0        | 0      | 0           | 0          |
| E. Maresca      | 13       | 0       | 0           | 1          | -            | -            | -            | -            | 13       | 0      | 0           | 1          |
| M. Milanović    | 18       | 1       | 3           | 1          | 0            | 0            | 0            | 0            | 18       | 1      | 3           | 1          |
| M. Morganella   | 16       | 1       | 6           | 2          | 0            | 0            | 0            | 0            | 16       | 1      | 6           | 2          |
| E. Muñoz        | 33       | 3       | 7           | 0          | 0            | 0            | 0            | 0            | 33       | 3      | 7           | 0          |
| G. N'Goyi       | 20       | 0       | 3           | 1          | 2            | 0            | 0            | 0            | 22       | 0      | 3           | 1          |
| E. Pisano       | 34       | 1       | 8           | 0          | 2            | 1            | 0            | 0            | 36       | 2      | 8           | 0          |
| G. Sanseverino  | 1        | 0       | 0           | 0          | 1            | 0            | 0            | 0            | 2        | 0      | 0           | 0          |
| S. Sorrentino   | 32       | -20     | 0           | 0          | 2            | -2           | 0            | 0            | 34       | -22    | 0           | 0          |
| A. Stevanović   | 21       | 0       | 2           | 0          | 1            | 0            | 0            | 0            | 22       | 0      | 2           | 0          |
| A. Struna       | 1        | 0       | 1           | 0          | 0            | 0            | 0            | 0            | 1        | 0      | 1           | 0          |
| C. Terzi        | 31       | 0       | 6           | 0          | 2            | 0            | 1            | 0            | 33       | 0      | 7           | 0          |
| G. Troianiello  | 14       | 0       | 0           | 1          | 1            | 0            | 0            | 0            | 15       | 0      | 0           | 1          |
| S. Ujkani       | 11       | -8      | 3           | 0          | 0            | -0           | 0            | 0            | 11       | -8     | 3           | 0          |
| F. Vázquez      | 18       | 4       | 0           | 1          | 1            | 0            | 1            | 0            | 19       | 4      | 1           | 1          |
| V. Verre        | 20       | 0       | 4           | 0          | -            | -            | -            | -            | 20       | 0      | 4           | 0          |
| R. Vitiello     | 9        | 0       | 1           | 0          | -            | -            | -            | -            | 9        | 0      | 1           | 0          |
| E. Viviano      | 0        | -0      | 0           | 0          | 0            | -0           | 0            | 0            | 0        | -0     | 0           | 0          |

## Giovanili

### Organigramma societario
Primavera
Allenatore: Giovanni Bosi